# Стржижевский, Владимир Иванович
Владимир Иванович Стржижевский (26 декабря 1894 — 22 августа 1940) — российский военный лётчик, ас истребительной авиации Первой мировой войны, сбивший от 5 до 8 вражеских самолётов. После Октябрьской революции Стржижевский был назначен командиром 1-й Воронежской авиагруппы Военно-воздушных сил РСФСР. С 1919 года участник белого движения. За всё военное время совершил около 200 боевых вылетов. В 1920 году эмигрировал в Югославию, где служил в Королевских ВВС и занимался созданием гражданской авиации.

## Биография
Владимир Стржижевский родился в потомственной дворянской православной семье 26 декабря 1894 года (по другим данным —13 декабря) в Могилёве, Могилёвская губерния. Окончил Могилёвское реальное училище,  Санкт-Петербургский политехнический институт по специальности инженер-электромеханик в 1914 году.
После начала Первой мировой войны Владимир 14 октября 1914 года записывается добровольцем в Русскую императорскую армию, и 18 октября его направляют для прохождения теоретических курсов авиации им. В. В. Захарова при Санкт-Петербургском политехе. После завершения обучения 2 января 1915 года Стржижевский был направлен в военную авиационную школу в Гатчине для получения практического обучения. После окончания авиационной подготовки Стржижевский в декабре 1914 года был направлен, а 16 (29) июля 1915 окончил ещё и Севастопольскую военную авиационную школу, после чего получил диплом лётчика.

### Первая мировая война
28 июля (10 августа) 1915 года Владимир Стржижевский был направлен в 16-й корпусный авиационный отряд, в расположение которого прибыл 5 сентября. К январю 1916 года Стржижевский совершил 43 боевых вылета, имел около 66 часов налёта, был награждён Георгиевским крестом всех четырёх степеней и за лётное мастерство (и, не исключено, что благодаря созвучной фамилии) получил прозвище «Стриж».
24 февраля (9 марта) 1916 года во время патрулирования двигатель самолёта Стржижевского заглох, в результате чего он был вынуждён совершить жёсткую посадку. Машина была списана, а сам Владимир получил серьёзные травмы правой ноги и лица. По неизвестным причинам Стржижевский был госпитализирован только 24 июня, когда его для лечения отправили в Одессу.
20 июля 1916 года Владимир Стржижевский был назначен в 9-й истребительный авиаотряд, в который прибыл в сентябре. В знак уважения к его проблемам со здоровьем, первым назначением Владимира на новом месте было развернуть и запустить фотолабораторию. В результате Стржижевский не летал до декабря 1916 года. В течение следующих трёх месяцев, с улучшением здоровья, он медленно увеличивал нагрузку и количество миссий. Приказом от 22 июля 1916 года утверждён в звании «военного лётчика».
Когда в начале 1917 года австро-венгерские и германские войска прорвали румынский фронт, 9-й истребительный авиаотряд был передислоцирован в Сэучешти (жудец Бакэу в регионе Молдова, Румыния). Во время вылетов с нового аэродрома, находящегося всего в 13 километрах от линии фронта, Стржижевский одержал свои первые (подтверждённые) победы, за что был награждён орденом Святого Георгия 4-й степени. 18 июля 1917 года в бою с группой вражеских самолётов (при участии австро-венгерского аса Августина Новака (англ. Augustin Novák)) прапорщик Стржижевский был ранен в ногу, но несмотря на ранение смог благополучно посадить свой самолёт на аэродром. Прапорщик Стржижевский был снова отправлен в госпиталь. Хотя командиром авиаотряда, Иваном Лойко, Владимир никогда не был рекомендован для награды, он получил от Королевства Румынии Орден Короны 4-й степени с мечами.
Осенью Стржижевский вернулся в часть, за октябрь он совершил всего четыре боевых вылета, после чего был переведён в 10-й истребительный авиаотряд. 11 ноября 1917 года Стржижевский был произведён в подпоручики.

### Гражданская война
После событий Октябрьской революции, Стржижевский был зачислен в Рабоче-крестьянский Красный воздушный флот и назначен командиром 1-й Воронежской авиагруппы. Однако 4 ноября 1918 года он дезертировал, совершив перелёт к белоказакам Донской армии. Служил в составе авиационных частей Донской армии и Вооружённых сил Юга России. С апреля 1920 года — военный лётчик Донского авиационного отряда Русской армии Врангеля, где получил звание капитана 21 июля 1920 года. С августа 1920 года — лётчик 6-го авиационного отряда.

### Югославия
В ноябре 1920 года Владимир Стржижевский покинул Россию при Крымской эвакуации. Добрался до Королевства сербов, хорватов и словенцев, где вступил в Королевские ВВС с сохранением звания. После увольнения с военной службы стал лётчиком-испытателем, имел свыше 4000 вылетов на военных и учебных самолётах. Выступал за Югославию на международных спортивных соревнованиях, в 1927 году победил на самолёте «Физир-майбах» на авиагонке Белград—Варшава—Белград. С октября 1927 года работал шеф-пилотом в югославской авиакомпании «Аэропуть». При выполнении рейса Загреб — Сплит 22 августа 1940 года управляемый им самолёт «локхид» попал в грозу и разбился недалеко от города Госпич современной Хорватии (по другим данным у Медаке, Лика). Похоронен 28 августа 1940 г. на Новом кладбище Белграда.

## Список воздушных побед
В исторических источниках количество подтверждённых побед Владимира Стржижевского варьируется от 5 до 8. Ниже представлен компилированный вариант, где неподтверждённые победы указаны без порядкового номера.
| № | Дата       | Тип самолёта                | Противник                                   |
| - | ---------- | --------------------------- | ------------------------------------------- |
|   | 09.11.1915 | Morane-Saulnier L (№ MS496) | Воздушный шар                               |
|   | 20.02.1916 | Morane-Saulnier (№ MS507)   | Самолёт                                     |
| 1 | 17.03.1917 | Nieuport 21 (№ N1719)       | Самолёт                                     |
| 2 | 11.04.1917 | SPAD S.VII (№ 1446)         | Двухместный Биплан-разведчик LVG (C-класса) |
|   | 16.04.1917 | SPAD S.VII (№ 1446)         | Hansa-Brandenburg D.I                       |
| 3 | 17.04.1917 | Nieuport 17 (№ 1448)        | Самолёт                                     |
| 4 | 23.04.1917 | Nieuport 17 (№ 1448)        | LVG C-класса                                |
|   | 11.05.1917 | Nieuport 17 (№ 1448)        | Самолёт                                     |
| 5 | 17.05.1917 | SPAD S.VII (№ 1446)         | Hansa-Brandenburg D.I                       |
| 6 | 17.06.1917 | SPAD S.VII (№ 1446)         | Fokker E.I-IV                               |
| 7 | 18.06.1917 | Nieuport 17 (№ 1448)        | Hansa-Brandenburg C.I (№ 67.54)             |
| 8 | 18.07.1917 | Nieuport 17 (№ 1448)        | Hansa-Brandenburg C.I (№ 67.52)             |

## Воинские звания
- Рядовой (1.10.1914)
- Младший унтер-офицер (1.09.1915)
- Старший унтер-офицер (16.09.1915)
- Прапорщик (28.01.1916, за боевые отличия)
- Подпоручик (29.10.1917)

## Награды
- Полный кавалер Георгиевского креста[3] (1-я ст. — 1917, 2-я ст. — 2.01.1916, 3-я ст. — 9.11.1915, 4-я ст. — 20.10.1915)[10]
- Орден Святой Анны 4-й степени с надписью «За храбрость» (март 1917 года).
- Орден Святого Георгия 4-й степени (29 октября 1917 года[11]).
- Орден Святого Владимира 4-й степени с мечами и бантом (6 (19) ноября 1917 года)[3].
- Орден Короны Румынии 4-й степени с мечами (Королевство Румыния)[1] (12.01.1918).